# Юбилейная медаль «В память 200-летия со дня рождения А.Н.Островского»
Юбилейная медаль «В память 200-летия со дня рождения А.Н.Островского» — юбилейная медаль Российской Федерации учреждённая Указом Президента Российской Федерации от 22 апреля 2024 года № 280 «О юбилейной медали "В память 200-летия со дня рождения А.Н.Островского"»

## Положение о медали

### Основания для награждения
Юбилейной медалью «В память 200-летия со дня рождения А.Н.Островского» награждаются:
- деятели и работники культуры за заслуги в области театрального искусства, за большой вклад в изучение и развитие традиций российского театрального искусства, за создание высокохудожественных образов, спектаклей, кино- и телефильмов, а также за активную деятельность по популяризации отечественного театра за рубежом.
- иностранные граждане за большой вклад в укрепление и развитие культурных связей с Российской Федерацией, за плодотворную деятельность по поддержке российского театрального искусства, за активную работу по популяризации российского театрального искусства за рубежом.

### Правила ношения
Юбилейная медаль «В память 200-летия со дня рождения А.Н.Островского» носится на левой стороне груди и располагается после государственных наград Российской Федерации либо после юбилейных медалей (при их наличии). Порядок ношения юбилейных медалей соответствует порядку их учреждения. По состоянию на 22 апреля 2024 года, старшей наградой является юбилейная медаль «300 лет Российской академии наук».

## Описание медали
Юбилейная медаль "В память 200-летия со дня рождения А.Н. Островского" изготавливается из томпака и имеет форму круга диаметром 32 мм. Края медали окаймлены выпуклым бортиком с обеих сторон.

На лицевой стороне медали - рельефное погрудное изображение А.Н. Островского. По окружности медали - надпись рельефными буквами: "В ПАМЯТЬ 200-ЛЕТИЯ СО ДНЯ РОЖДЕНИЯ А.Н. ОСТРОВСКОГО".

Оборотная сторона

На оборотной стороне медали, в центре, - рельефное изображение подписи А.Н. Островского, под ним - рельефные цифры "1823" и "2023", разделенные рельефной точкой. Медаль при помощи ушка и кольца соединяется с пятиугольной колодкой, обтянутой шелковой муаровой лентой золотистого цвета с красной продольной полоской. Ширина ленты - 24 мм, ширина полоски - 2,5 мм. Красная полоска отстоит от правого края ленты на 5 мм.